# Карл Кельцер
Карл Кельцер (нім. Karl Kölzer; 13 березня 1912, Леверкузен — 14 січня 1983) — німецький офіцер-підводник, капітан-лейтенант крігсмаріне.

## Біографія
В 1931 році вступив на флот. З 1939 року — старший штурман на підводному човні U-21, з 1940 року — на U-101. З жовтня 1941 по 15 травня 1942 року — командир U-2. В червні-липні 1942 року пройшов курс командира човна. В липні-серпні — ад'ютант в 21-й флотилії. З серпня 1942 по червень 1943 року — інструктор 1-ї навчальної дивізії підводних човнів. З 11 серпня 1943 по 19 січня 1944 року — командир U-1221. З лютого 1944 року — навчальний офіцер 1-го навчального дивізіону підводних човнів. З квітня 1944 по 8 травня 1945 року — інструктор 3-ї навчальної дивізії підводних човнів.

## Звання
- Оберлейтенант-цур-зее (1 жовтня 1942)
- Капітан-лейтенант (1 квітня 1945)

## Нагороди
- Медаль «За вислугу років у Вермахті» 4-го класу (4 роки)